# Jenny Jones
Jenny Jones, ursprungligen Janina Stronski, född 7 juni 1946 i Betlehem i Palestina, är en kanadensisk musiker, fotomodell, komiker och TV-programledare, mest känd för sin TV-show Jenny Jones (1991–2003).

## Biografi
Jones föräldrar var polska immigranter. Hon växte upp i London, Ontario. Efter föräldrarnas skilsmässa bodde hon med sin mor, men flyttade hemifrån så snart hon fick möjlighet. Efter en karriär som trumslagare och sångerska började hon sin karriär som komiker.  1986 vann hon $100 000 i Star Search. Efter att ha turnerat med Engelbert Humperdinck skapade hon en egen föreställning, "Girls' Night Out", enbart för kvinnlig publik.
1991 hade hennes TV-program The Jenny Jones Show (Jenny Jones) premiär. Programmet började som en klassisk talkshow med kändisintervjuer och musikframträdanden, men utvecklades med tiden till att fokusera mer på skandalösa ämnen, i stil med The Jerry Springer Show och Ricki Lake Show.
Efter att Jenny Jones slutade produceras 2003 har Jones dragit sig tillbaks från TV. Hon har engagerat sig inom välgörenhet, bland annat för kvinnors hälsa. Hon har berättat om problem hon haft till följd av bröstimplantat. Jones är grundare till The Jenny Jones Foundation. Hon kommunicerar med sina fans genom sin webbplats, JennyJones.com  och Facebook-profil.  Hon har även lagt upp matlagningsvideor på Youtube.
Jones har skrivit en självbiografi och en kokbok.